# Лабинска република
Лабинска република је била краткотрајна минидржава проглашена у Лабину у Истри, 1921. године.
И прије него што су преузели власт у Краљевини Италији фашисти су спроводили антирадничке акције. Тако су 1921. провалили у Раднички дом у Трсту, подметнули пожар и напали синдикалне представнике рудара из Рашких рудника. То је довело до општег штрајка око две хиљаде рудара у рудницима. Рудари су заузели руднике, прогласили републику, организовали радничке одборе и, као заштиту против фашиста, организовали „црвену стражу“. Од 2. марта сами су покренули производњу у рудницима. Придружио им се и одређени број месних земљорадника. Италијанске власти су се одлучиле на сламање Лабинске републике оружаном силом. 8. априла војска Краљевине Италије је напала рударе и убрзо сломила њихов отпор.
Проглашење Лабинске републике се сматра првом антифашистичком побуном.